# Linexert
Linexert är en kommun i departementet Haute-Saône i regionen Bourgogne-Franche-Comté i östra Frankrike. Kommunen ligger i kantonen Saint-Sauveur som tillhör arrondissementet Lure. År 2022 hade Linexert 116 invånare.

## Befolkningsutveckling
Antalet invånare i kommunen Linexert
| Referens: INSEE |